# Thierry Stremler
 (mars 2020).
Thierry Stremler est un auteur-compositeur-interprète et acteur de théâtre français. Après plusieurs années comme chanteur du groupe Vercoquin, il mène désormais une carrière solo, et s'est lancé en parallèle dans le théâtre en 2005.
Depuis 2004, il compose et réalise aussi régulièrement des chansons pour d'autres interprètes, notamment Françoise Hardy (sur les albums Tant de belles choses, La Pluie sans parapluie, L'Amour fou et Personne d'autre) ou Liv Del Estal (Toutes les eaux du monde sur l'EP Ma vie en vrac).

## Discographie
- Tout est relatif (2000)
- Merci pour l'enquête (2003)
- Je suis votre homme (2007)
- Rio (2011)
- Hôtel (2023)

## Théâtre
- 2005 : Fantômas revient de Gabor Rassov, mise en scène Pierre Pradinas, Théâtre de l'Union, Théâtre de l'Est parisien